# Dorsa Lister
Dorsa Lister – grupa grzbietów na powierzchni Księżyca o średnicy około 203 km. Dorsa Lister znajduje się na współrzędnych selenograficznych ☾ 20,3°N 23,8°E/20,300000 23,800000 na obszarze Mare Serenitatis.
Nazwa grzbietu została nadana w 1976 roku przez Międzynarodową Unię Astronomiczną i pochodzi od Martina Listera (1639-1712), angielskiego geologa.